# 鞘刺网藓
鞘刺网藓（学名：Syrrhopodon armatus）为花叶藓科网藓属下的一个种。